# Gneu Pomponi
Gneu Pomponi (en llatí Cnaeus Pomponius) va ser un orador romà que va morir a la primera guerra civil que hi va haver entre Gai Mari i Luci Corneli Sul·la. Formava part de la gens Pompònia, una gens romana d'origen plebeu.
Ciceró diu que tenia gran reputació com a orador, i el situa només per darrere dels seus contemporanis Gai Aureli Cotta i Publi Sulpici Ruf. Diu també que tenia molta vehemència, però era d'expressió no prou clara.